# فرودگاه شهری چندلر
فرودگاه شهری چندلر (به انگلیسی: Chandler Municipal Airport) یک فرودگاه همگانی است که یک باند فرود آسفالت دارد و طول باند آن ۱۳۴۱ متر است. این فرودگاه در شهر چندلر، آریزونا کشور ایالات متحده آمریکا قرار دارد و در ارتفاع ۳۷۹ متری از سطح دریا واقع شده‌است.